# Fibulariidae
Famille
Les Fibulariidae sont une famille de minuscules oursins irréguliers (clypéastéroïdes) de taille minuscule et de forme ovoïde. Rarement vus vivants, leurs tests sont souvent amenés sur les plages par les vagues, ce qui leur vaut dans plusieurs langues le surnom d'« œufs de mer ».

## Description et caractéristiques

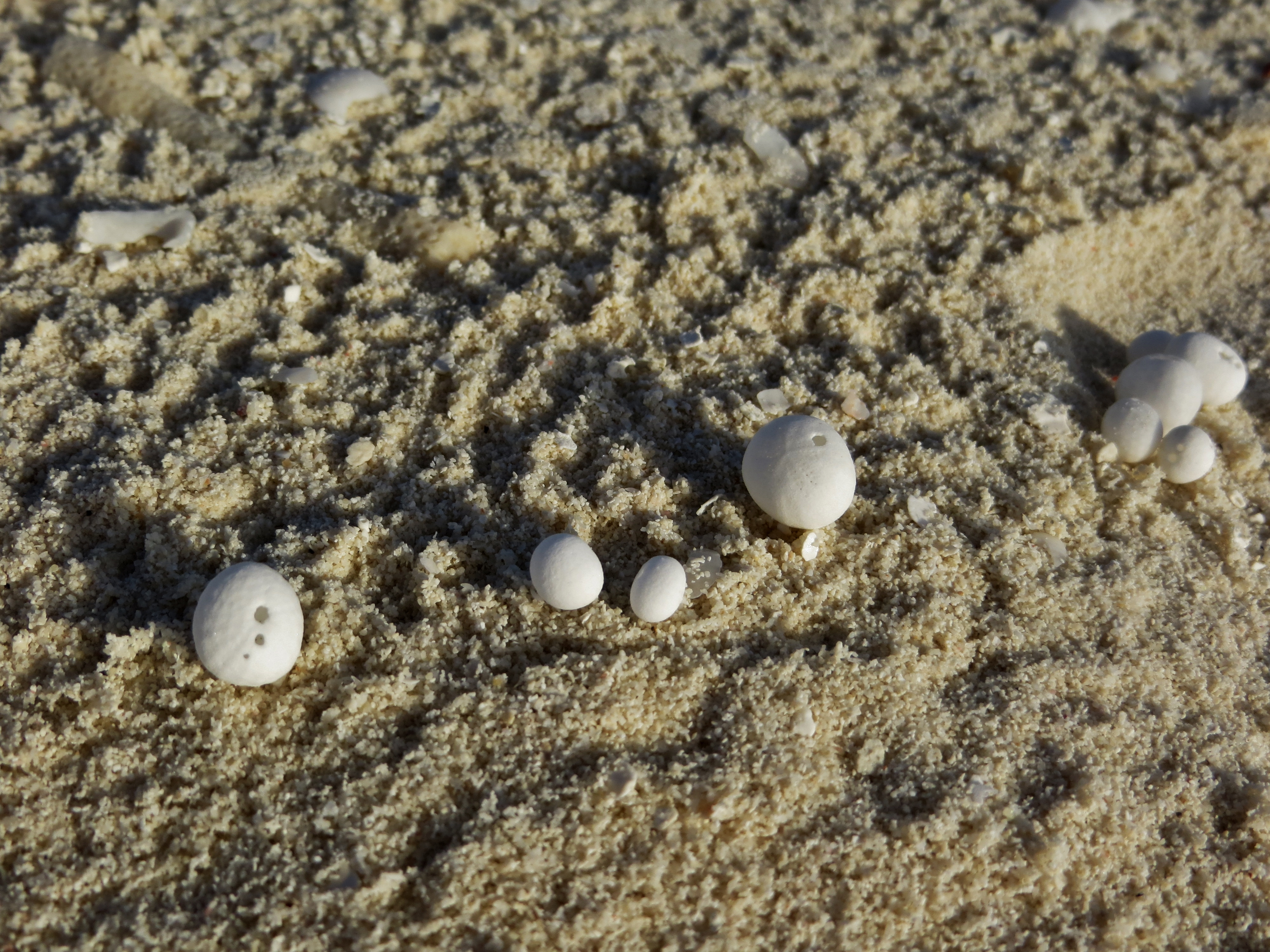
Fibularia sp. échoués sur le sable aux Maldives.

Ce sont des oursins irréguliers, au test est plus ou moins arrondi à ovoïde. 
L'intérieur du test nu est creux, et ne présente ni cloison ni colonne (sauf chez Echinocyamus, qui présente 1à contreforts).
Le péristome est en position centrale sur la face orale.
Le périprocte est situé sur la face orale, proche du péristome ; son ouverture se situe au niveau des deux premières paires de plaques interambulacraires post-basicoronales.
Le cerle basicoronal est petit et non spécialisé.
Les sillons nutritifs sont généralement absents.
Ce genre semble être apparu à l'Éocène et compte actuellement 22 espèces et de très nombreux taxons fossiles. Il inclut aujourd'hui l'ancienne famille des Echinocyamidae.

## Liste des genres
Selon World Register of Marine Species (20 mars 2014) :
- genre Cyamidia Lambert & Thiery, 1914 †
- genre Echinocyamus van Phelsum, 1774 -- 14 espèces actuelles
- genre Fibularia Lamarck, 1816 -- 6 espèces actuelles
- genre Lenicyamidia Brunnschweiler, 1962 †
- genre Leniechinus Kier, 1968a †
- genre Mortonia Gray, 1851a -- 2 espèces actuelles
- genre Thagastea Pomel, 1888b †

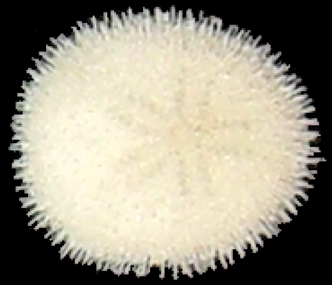
Echinocyamus pusillus.
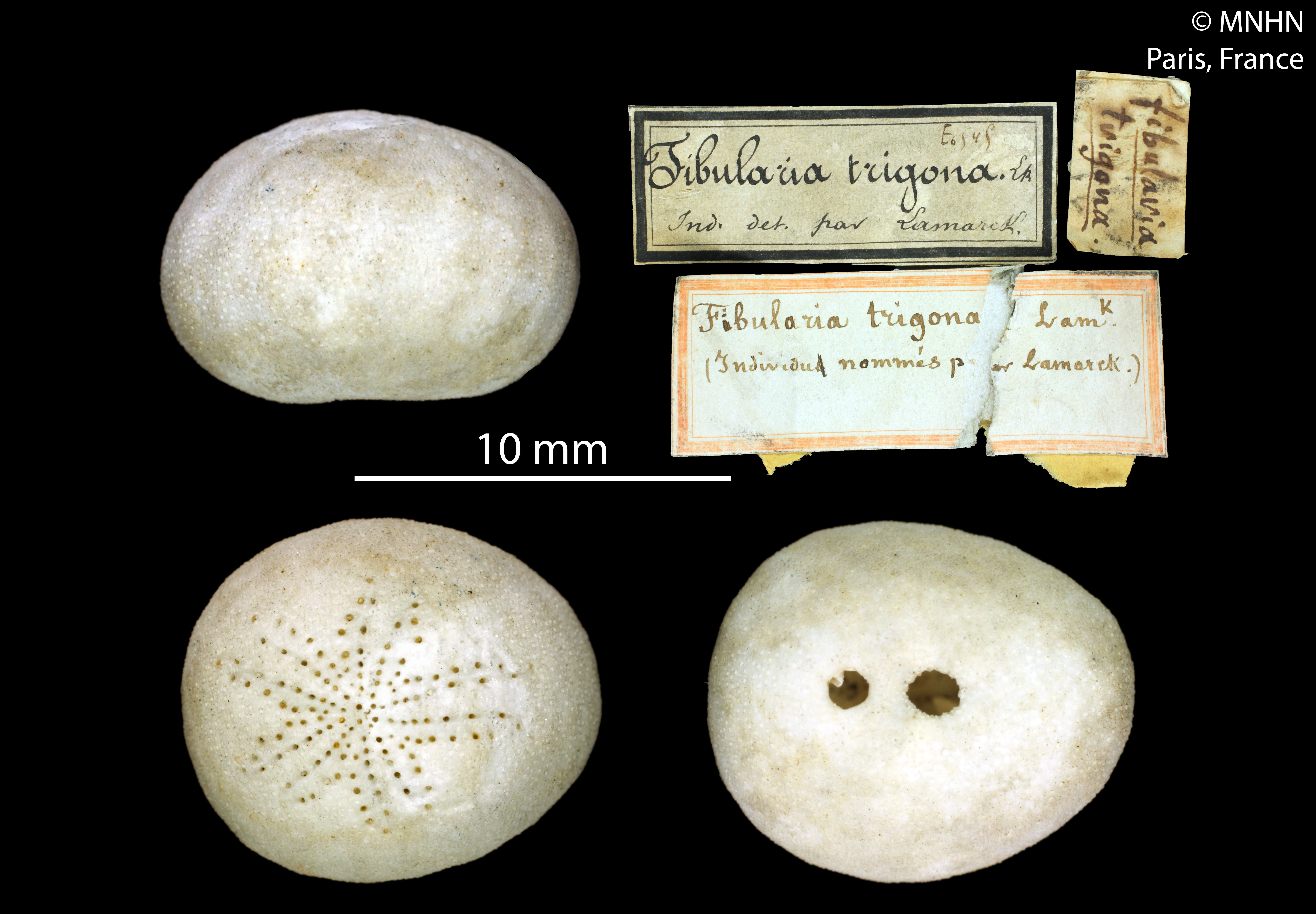
Fibularia ovulum trigona
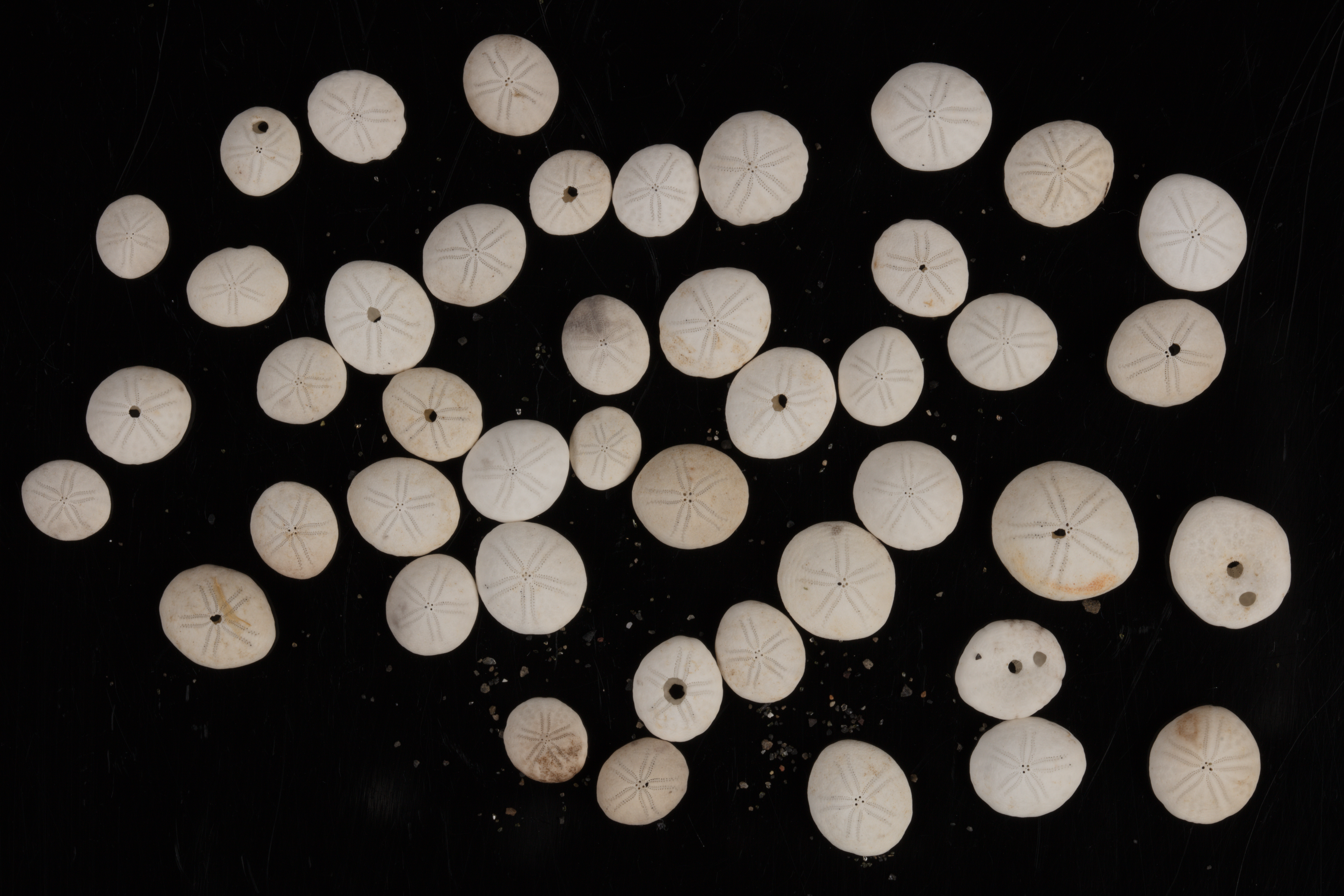
Mortonia polyporus.